# Tim Maculan
Tim Maculan (Rockford, Illinois, 20 de Abril de 1963) é um ator estadunidense.

## Filmografia

### Televisão
- 2009 Dexter como Analista de Sangue
- 2007 Insatiable como Tim Finger
- 2005 Six Feet Under como Pe. Jack
- 2004 The Drew Carey Show como Sr. Warwick
- 2001 Dharma & Greg como Charles
- 2001 City Guys como Bert
- 1999 Chicken Soup for the Soul como Dr. Stokes
- 1999 Beggars and Choosers como Jonathan Murphy
- 1999 The Love Boat: The Next Wave como Donald Griswald
- 1998 Cybill como garçom
- 1998 Sabrina, the Teenage Witch como Marty
- 1997 The Larry Sanders Show como Allen
- 1996 The Jeff Foxworthy Show como Dick
- 1994 Grace Under Fire como Tee Dub

### Cinema
- 2005 Inside Out como Dr. Robinson
- 2003 Duplex como Terrence
- 2003 Give or Take an Inch como Jackson